# Тривильяно
Тривильяно (итал. Trivigliano) — коммуна в Италии, располагается в регионе Лацио, в провинции Фрозиноне.
Население составляет 1683 человека (2008 г.), плотность населения составляет 132 чел./км². Занимает площадь 13 км². Почтовый индекс — 3010. Телефонный код — 0775.
Покровительницей коммуны почитается святая Олива из Ананьи, празднование 11 июня.

## Демография
Динамика населения:

## Администрация коммуны
- Официальный сайт: